# Heinrich von Preußen (1726–1802)

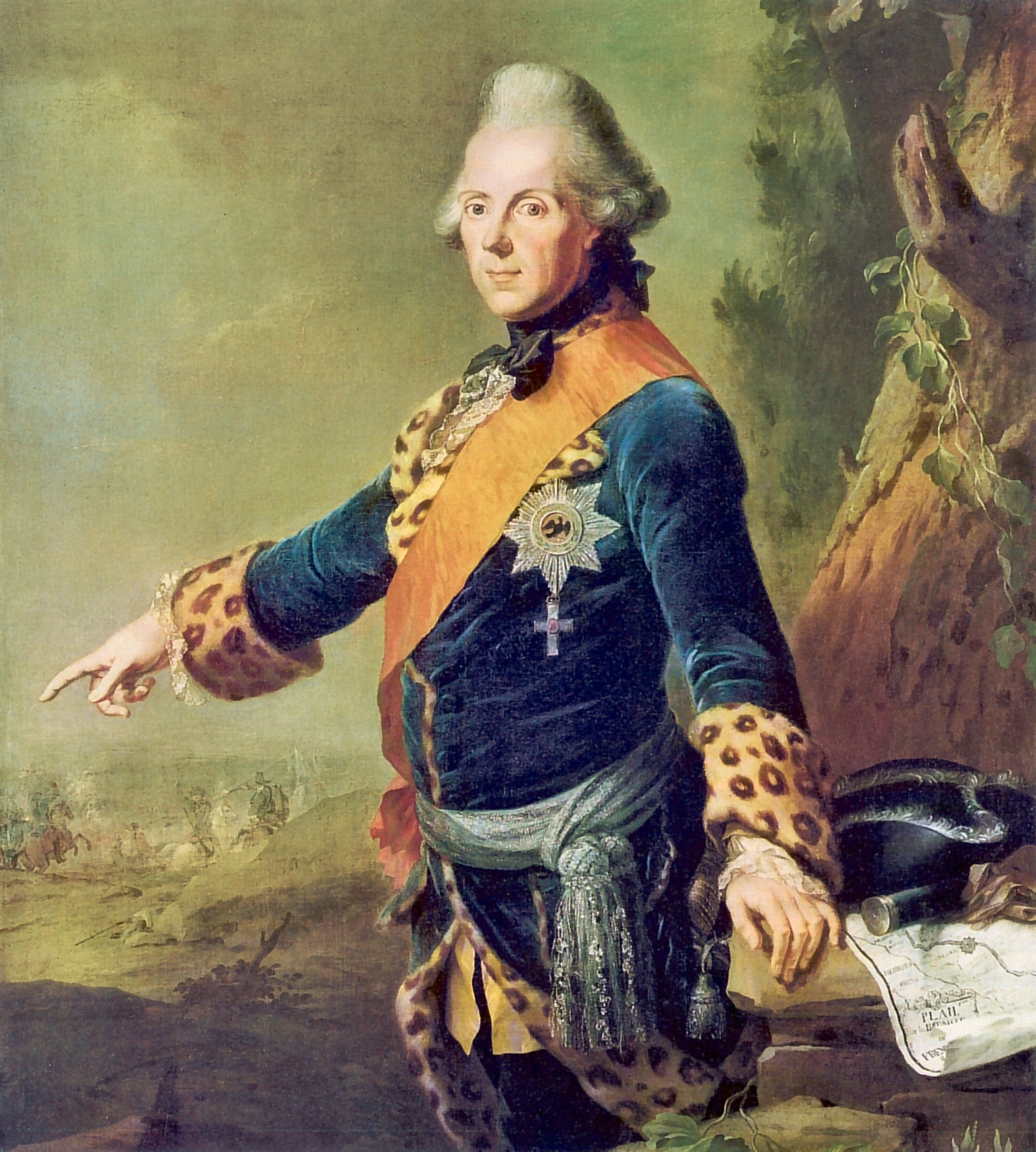
Prinz Heinrich von Preußen, Porträt von Johann Heinrich Tischbein dem Älteren, 1769, Gemäldegalerie (Berlin)

Prinz Friedrich Heinrich Ludwig von Preußen (* 18. Januar 1726 in Berlin; † 3. August 1802 in Rheinsberg) war das 13. Kind des preußischen Königs Friedrich Wilhelm I. aus der Dynastie Hohenzollern und dessen Gattin Sophie Dorothea von Hannover.

## Leben

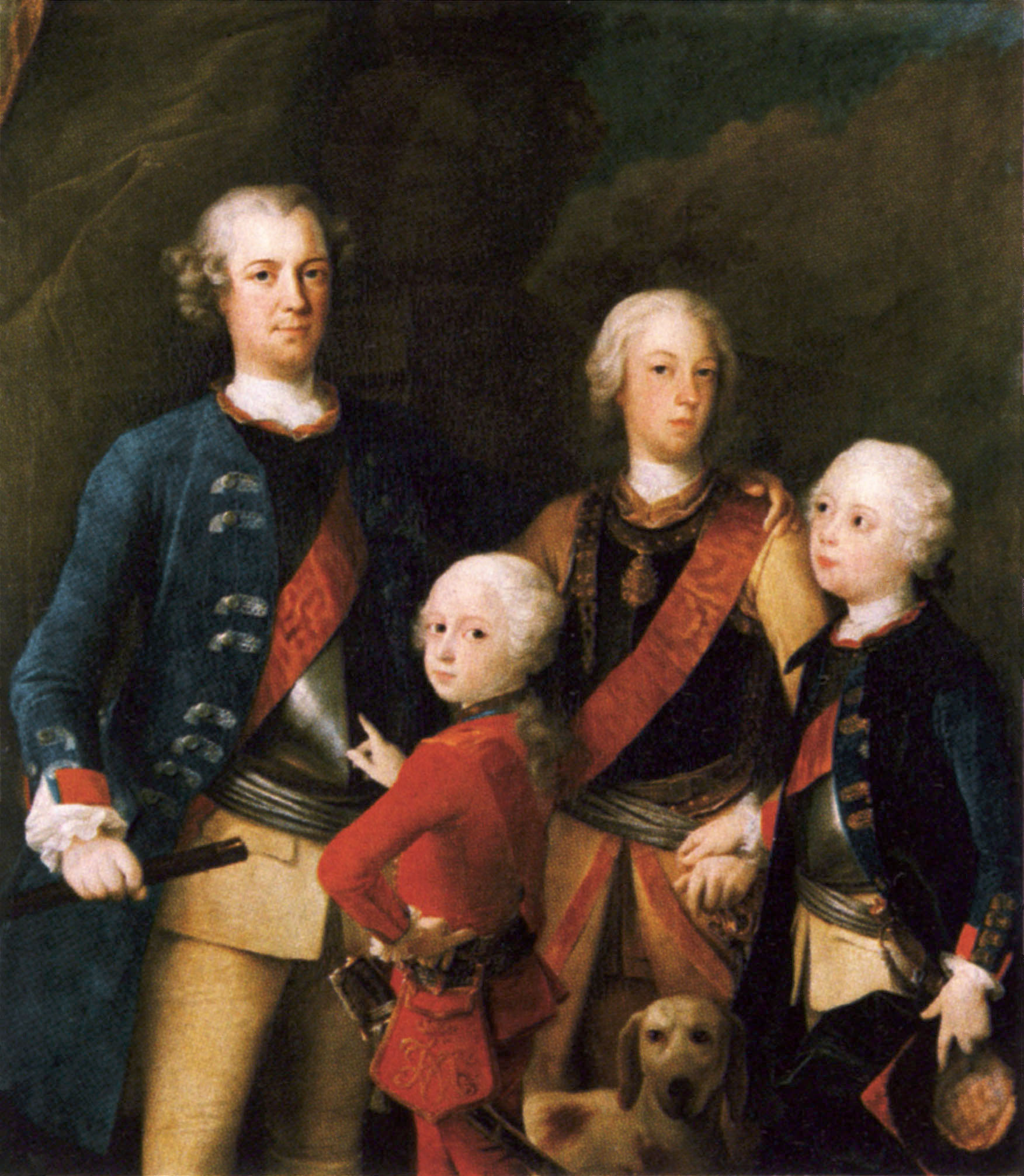
Die Söhne König Friedrich Wilhelms: Kronprinz Friedrich, August Ferdinand, August Wilhelm und Heinrich (v. l. n. r.), um 1737; Zuschreibung zu Francesco Carlo Rusca oder Georg Lisiewski ist strittig

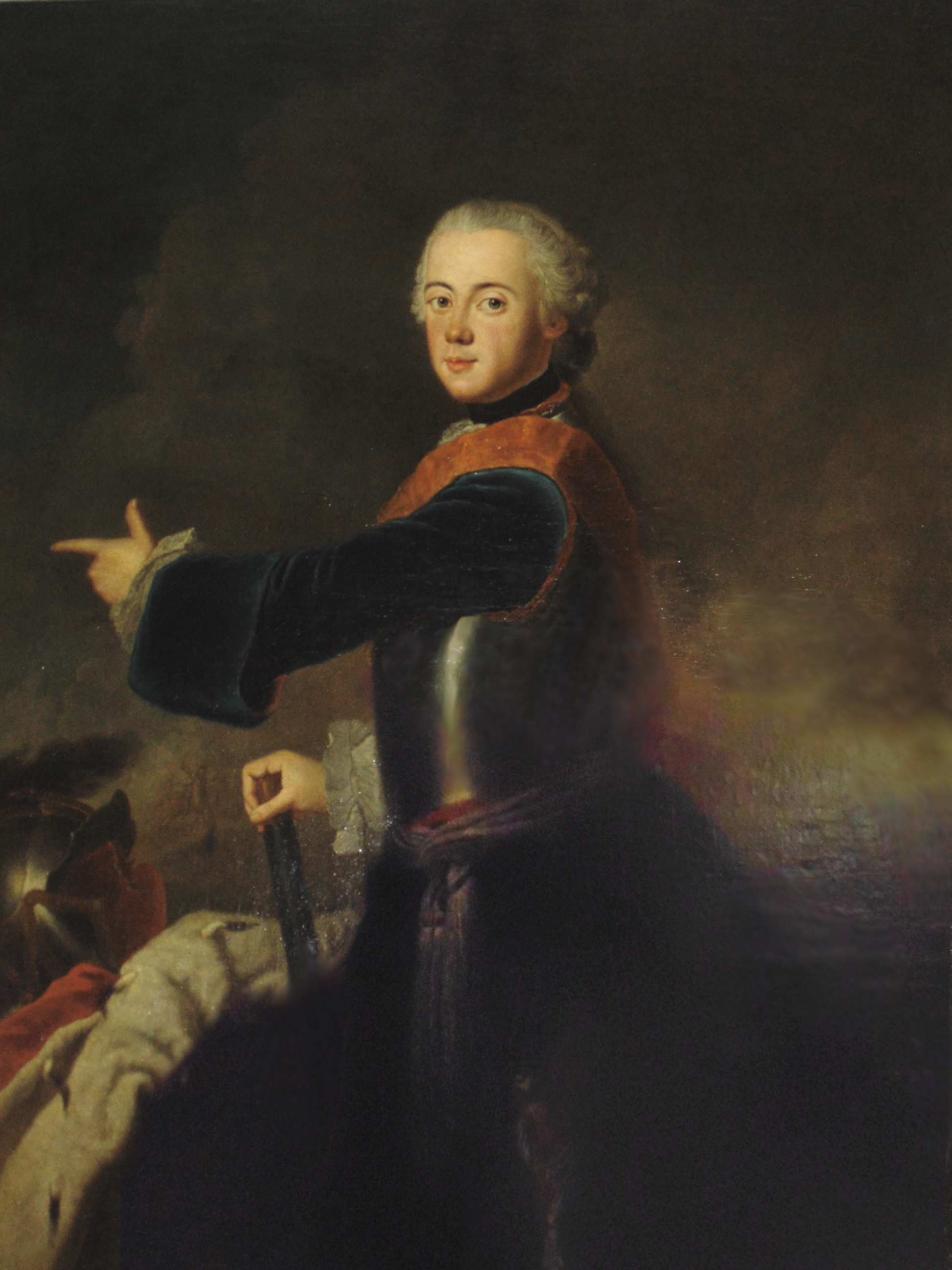
Prinz Heinrich von Preußen, Porträt von Antoine Pesne um 1745

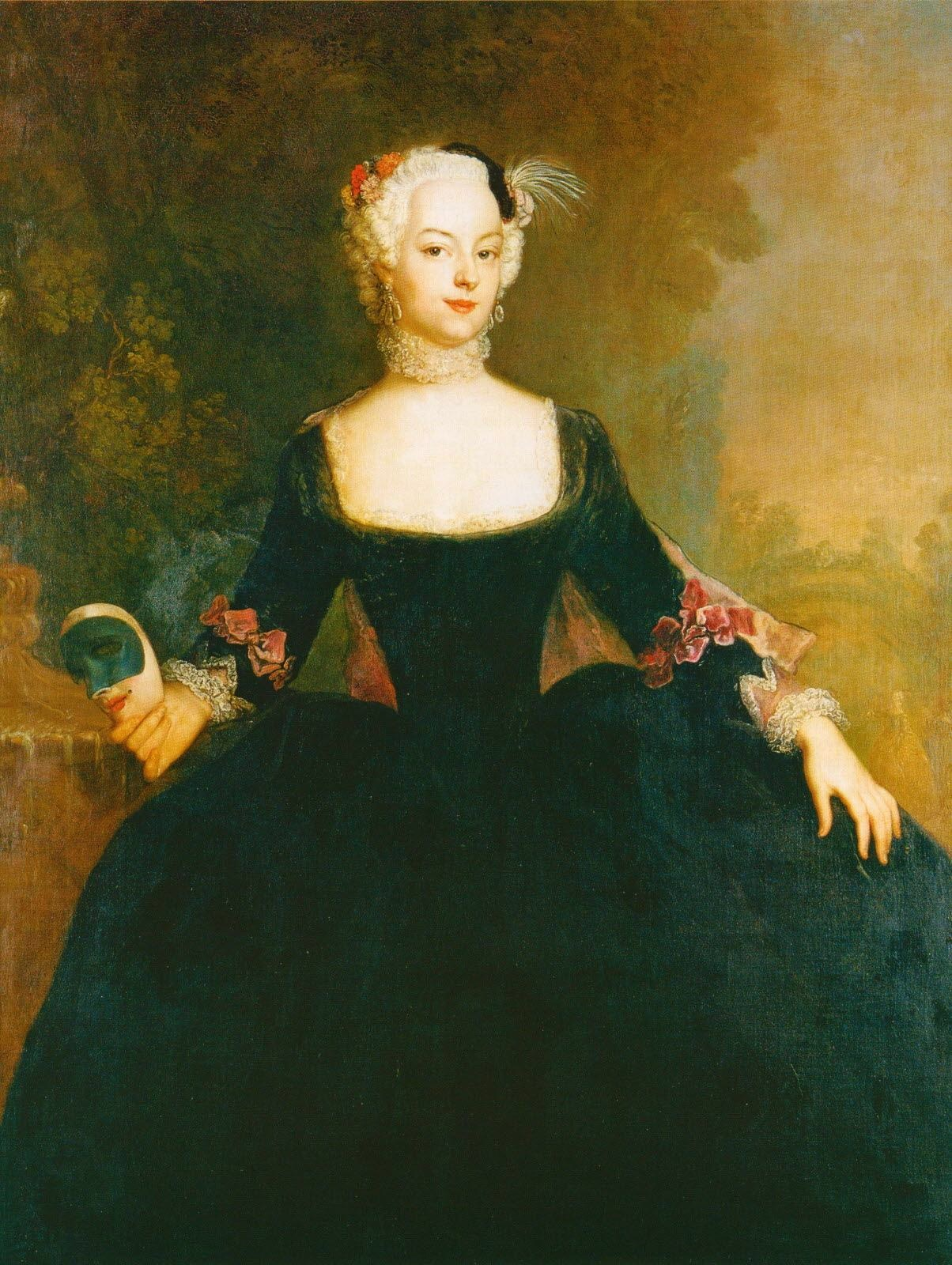
Wilhelmine von Hessen-Kassel, die Prinzessin Heinrich, Porträt von Antoine Pesne um 1745

Unter seinem älteren Bruder, König Friedrich II., wurde Heinrich bereits mit 14 Jahren als Oberst Chef des Füsilier-Regiments No. 35 (bestand bis 1806) und nahm am Österreichischen Erbfolgekrieg teil. Er blieb zeit seines Lebens im Schatten seines älteren Bruders, dessen militärische Strategie und Außenpolitik er mehrfach kritisierte; so etwa 1753 in einer Denkschrift unter dem Pseudonym Maréchal Gessler.
Im Siebenjährigen Krieg (1756–1763) diente er erfolgreich als General. So konnte er mit der Schlacht bei Freiberg am 29. Oktober 1762 das letzte große Gefecht im Krieg für sich entscheiden und damit den Kriegsausgang maßgeblich mitentscheiden. Der König lobte dafür seinen Bruder: „Die guten Botschaften haben mich um zwanzig Jahre verjüngt; gestern war ich sechzig, heute bin ich achtzehn Jahre alt. Sie leisten dem Staate so schwerwiegende Dienste, dass ich nicht genug danken kann und mir vorbehalte, dies persönlich zu tun.“
Danach betätigte sich Prinz Heinrich als geschickter Diplomat und bereitete 1770/71 auf einer Reise nach Stockholm und Sankt Petersburg die Erste Polnische Teilung vor. Dabei versuchte er stets, sich selbst eine Herrschaft zu verschaffen. Zweimal wurde ihm die Krone von Polen angetragen, was jedoch Friedrich II. missfiel.
Während der ersten Teilung Polens schickte Friedrich II. den Prinzen Heinrich nach Sankt Petersburg, um der russischen Kaiserin Katharina die preußischen Arrondierungspläne schmackhaft zu machen. Die Mission verlief erfolgreich, denn Russland und Preußen einigten sich am 17. Februar 1772 über die Gebietsaufteilungen. Österreich folgte am 4. März. Der formelle Teilungsvertrag wurde dann am 5. August 1772 in Sankt Petersburg unterzeichnet. Friedrich verhinderte jedoch, dass Heinrich die Herrschaft über ein von Zarin Katharina II. geplantes Königreich in der Walachei erhielt.
Sogar die Statthalterschaft über die amerikanischen Kolonien Englands wurde ihm in Aussicht gestellt, bis sich diese jedoch 1776 für unabhängig erklärten; während der Revolutionskämpfe brachte ihn vermutlich General von Steuben, möglicherweise auch der Kongressvorsitzende Gorham, bei George Washingtons Kampfgefährten Alexander Hamilton als Präsident oder sogar König von Amerika ins Gespräch, während Washingtons Erfolge gegen die hessischen Söldner der Briten bei Trenton und Princeton von Friedrich II. gerühmt wurden. Der Vorschlag wurde aber zurückgezogen, bevor sich Heinrich dazu äußern konnte. Im selben Jahr reiste Heinrich erneut nach Russland; als während seines Aufenthalts die Frau des Thronfolgers Paul im Kindbett starb, fädelte Heinrich dessen zweite Ehe mit Sophie Dorothee von Württemberg, einer Enkelin seiner Schwester, ein. 1784 reiste er an den Hof von Versailles.
Nachdem Friedrich II. 1786 gestorben war, hoffte Prinz Heinrich auf mehr Einfluss auf die preußischen Staatsgeschäfte, indem er als Ratgeber seines Neffen und neuen Königs Friedrich Wilhelm II. fungierte. Diese Pläne erfüllten sich nicht in dem von ihm erhofften Maße. Einen zweiten Paris-Aufenthalt unternahm er vom Oktober 1788 bis März 1789, nur wenige Monate vor dem Sturm auf die Bastille. Seine Hoffnungen auf Reformen durch die Generalstände und eine von ihm mit Necker diskutierte Finanzreform (mit Abschaffung der Steuerbefreiung von Adel und Klerus) erfüllten sich nicht.
Während des Revolutionskrieges schrieb er zahlreiche politische und militärische Memoranden, die aber von seinem Neffen und dessen Ministern nur selten beachtet wurden. Immer wieder sprach er sich dabei für einen Frieden mit dem revolutionären Frankreich aus, ab 1796 sogar für ein Bündnis mit dem Direktorium. Etwas mehr Einfluss hatte er jedoch in seinen letzten Lebensjahren auf seinen Großneffen, den seit 1797 regierenden Friedrich Wilhelm III. Im November 1800 besuchte ihn Louis Bonaparte in Rheinsberg. Ab 1799 bis zu seinem Tod verbrachte er auch jährlich mehrere Wochen im Schloss Königs Wusterhausen, wo er Berlin näher war, ohne ständig den Hofintrigen ausgesetzt zu sein, und zudem im Kreise Verwandter, darunter seines jüngeren Bruders August Ferdinand, Erinnerungen an Kindheit, Mutter und Geschwister nachhing.

## Persönlichkeit
Der Engländer William Wraxall beschrieb den Prinzen mit den folgenden Worten:

„Er ist von Person unscheinbar und ohne alle äußerliche Anmuth. Von Natur kalt und von schweigsamen Wesen, kann er nichtsdestoweniger gelegentlich durch die Lebendigkeit seines Gesprächs einen gewinnenden Eindruck machen.“

Prinz Heinrich war homosexuell. Gerd Fesser und die Berliner Historikerin Eva Ziebura berichten vom „männerliebenden“ Heinrich und seiner „Vorliebe für Männer“ sowie zahlreichen Liebhabern. Im März 1746 erhielt er von seinem königlichen Bruder vier Briefe, die von Eifersucht um den „schönen Marwitz“ geprägt waren, Heinrichs Kammerjunker. Heinrich heiratete auf Veranlassung seines Bruders am 25. Juni 1752 Prinzessin Wilhelmine von Hessen-Kassel, führte aber – auch hierin seinem Bruder ähnlich – zu großen Teilen ein Leben getrennt von seiner Ehefrau. Die Ehe blieb kinderlos.
In Berlin ließ sein königlicher Bruder von 1748 bis 1753 das Palais des Prinzen Heinrich für ihn und seine Frau errichten, in dem heute die Humboldt-Universität zu Berlin untergebracht ist. Heinrich bewohnte den einen der beiden breit ausgebauten Seitenflügel, Wilhelmine den anderen; durch getrennte Eingänge und Treppenhäuser ließen sich Begegnungen vermeiden. Auch im Potsdamer Stadtschloss hatte er eine Wohnung. Er verbrachte aber alljährlich die meiste Zeit im Schloss Rheinsberg, das ihm sein Bruder 1744 geschenkt hatte, und dessen Park er großräumig erweitern ließ; auch das neue Schlosstheater ließ er 1774 erbauen und während seiner Anwesenheit von Schauspielertruppen bespielen, es fanden Konzerte statt und zahlreiche Besucher bildeten einen kleinen Hofstaat; auch der König kam öfters zu Besuch.

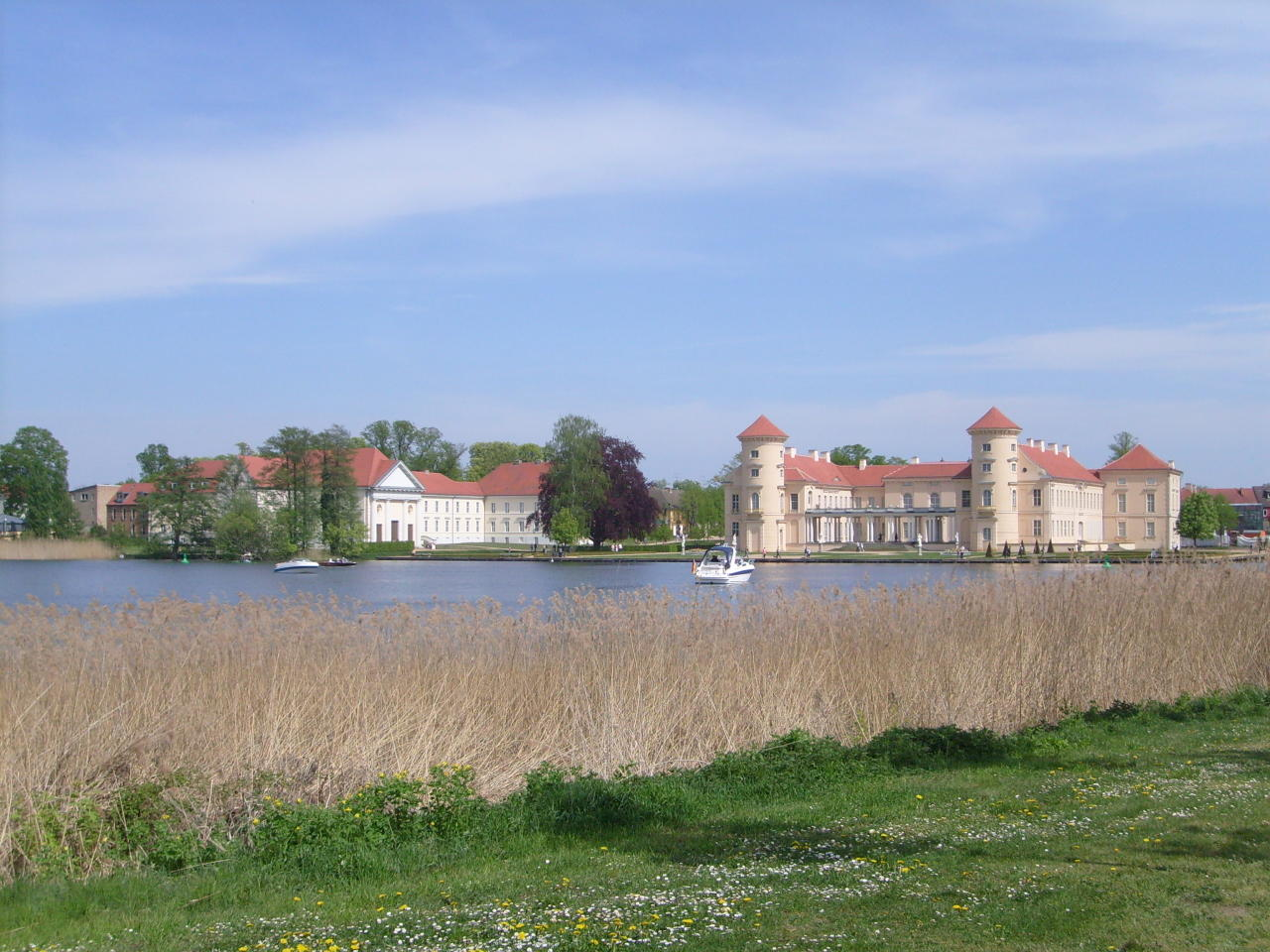
Schloss Rheinsberg
Palais des Prinzen Heinrich, Berlin

Heinrichs zeitweiliger Günstling, der Offizier Christian Ludwig von Kaphengst (1740–1800), den er zum Adjutanten ernannt hatte, zog ihn wieder öfter nach Berlin. Kaphengst, der von Thiébault in seinen Erinnerungen als ein großer, fröhlicher, mutiger und geistvoller Mann von außerordentlicher Körperstärke geschildert wurde, der jede Gesellschaft zum Lachen bringen konnte, nutzte die Gunst des Prinzen zunehmend finanziell aus und dominierte den kleinen, schmächtigen Prinzen auch sonst. 1774 kaufte und schenkte dieser ihm das Schloss Meseberg, heute Gästehaus der Bundesregierung, nebst drei weiteren Gütern und richtete es großzügig ein, wofür er 29 Gemälde seiner Sammlung an Katharina die Große verkaufte. Ferner nahm er Einsparungen an seinem eigenen Haushalt und dem seiner Frau vor. In Meseberg ist bis heute eine Wendeltreppe zwischen der Schlafkammer des Hausherrn und dem Gästezimmer des Prinzen erhalten. Als Kaphengst schließlich bei Friedrich II. auf Beförderung zum Oberst drängte, erhielt er eine grobe Absage und nahm seinen Abschied. Der verschwendungssüchtige Kaphengst verpfändete seine Güter und Heinrich musste 1784 in Frankreich 130.000 Taler Kredit aufnehmen, um die Schulden zu tilgen, König Ludwig XVI. persönlich bürgte dafür. Heinrich trennte sich nun jedoch von Kaphengst.
Heinrich von Preußen war ein aktives Mitglied der Freimaurer. Er korrespondierte oft mit der französischen Mère-Loge Écossaise de France in Paris.

## Militärische Bedeutung des Prinzen Heinrich
Die militärische Ausbildung des Prinzen begann erst im September 1740 durch den Oberst von Stille. Mit diesem begleitete der Prinz die preußische Armee im Ersten Schlesischen Krieg und nahm dabei als Adjutant an der Schlacht bei Chotusitz teil. Ab Mai 1744 erhielt er schließlich Erlaubnis, sein Füsilierregiment (No. 35) persönlich zu exerzieren. Im Zweiten Schlesischen Krieg wurde er bei Tábor fast gefangen genommen. Anschließend bewährte er sich in der Schlacht bei Hohenfriedeberg. Am 15. Juli 1745 zum Generalmajor befördert, zeichnete er sich durch ein erfolgreiches Rückzugsgefecht bei Trautenau aus. Als er danach an den Pocken erkrankte, musste er die Armee vorzeitig verlassen.
Bei Ausbruch des Siebenjährigen Krieges 1756 kommandierte Heinrich eine Brigade beim Einmarsch in Sachsen. Am 16. Februar 1757 wurde er zum Generalleutnant befördert. In der Schlacht bei Prag konnte er am rechten Flügel die gegnerische Stellung umgehen und so entscheidend zum Sieg beitragen. Dafür wurde er von Offizieren und Soldaten gleichermaßen bewundert. Nach der Niederlage bei Kolin führte er mit Feldmarschall James Keith den Rückzug nach Sachsen und zeichnete sich im Gefecht bei Leitmeritz aus. In der folgenden Schlacht bei Roßbach befehligte Heinrich den rechten Flügel, der die entscheidende Attacke führte. Eine Verwundung zwang ihn dann, bis zum Frühjahr 1758 in Leipzig zu bleiben.

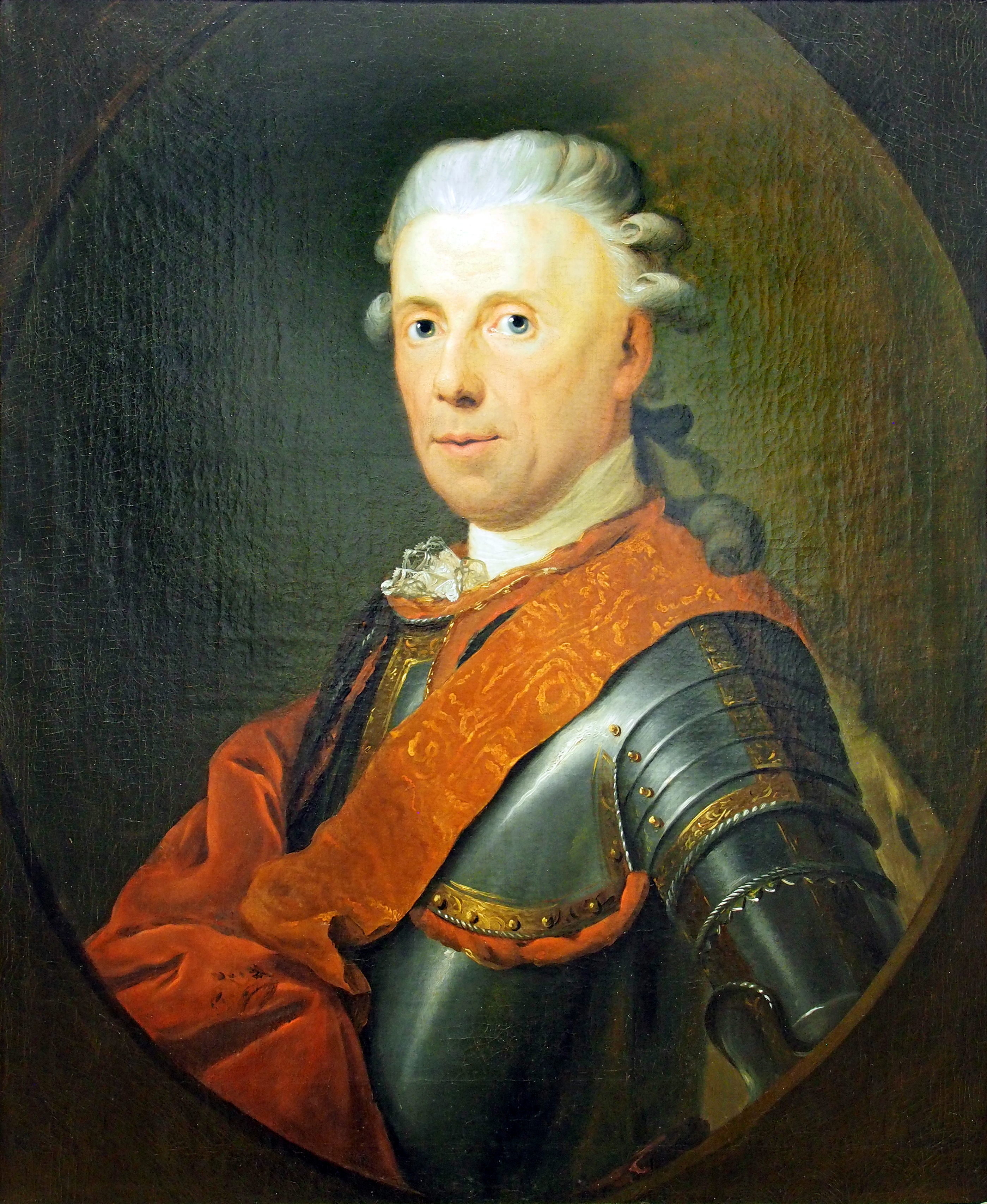
Prinz Heinrich von Preußen (um 1780), Porträt von Anton Graff

Nach seiner Genesung führte Prinz Heinrich ein unabhängiges Kommando in Sachsen, wo er die Elb-Linie durch einen Manöverkrieg gegen die Österreicher und die Reichsarmee hielt. Im Frühjahr 1759 operierte er offensiv gegen die Reichsarmee und drang in Streifzügen bis zum Main und nach Franken vor. Nach der folgenlosen Niederlage Friedrichs in der Schlacht bei Kunersdorf zeigte er sich sehr aktiv, drängte ein österreichisches Korps unter Karl de Ville nach Bautzen zurück, schlug am 25. September ein anderes bei Hoyerswerda und ein weiteres am 29. Oktober bei Pretzsch.
Im Jahre 1760 wurde er Befehlshaber in Schlesien, wo er Breslau entsetzte und erfolgreich die Vereinigung der Russen und Österreicher verhinderte. Im Herbst erkrankte er und übernahm danach 1761 wieder die Befehlsgewalt in Sachsen. Er operierte erfolgreich und entschied am 29. Oktober 1762 bei Freiberg die letzte Schlacht des Krieges für sich.
Mit der Schlacht war der Feldzug in Sachsen beendet. Der Schlachterfolg der Preußen führte auf allen Seiten zu Friedenswilligkeit. Nicht ohne Selbstkritik gestand Friedrich der Große seinem Bruder zu, der einzige General zu sein, der im Verlauf des Krieges keinen Fehler gemacht habe.

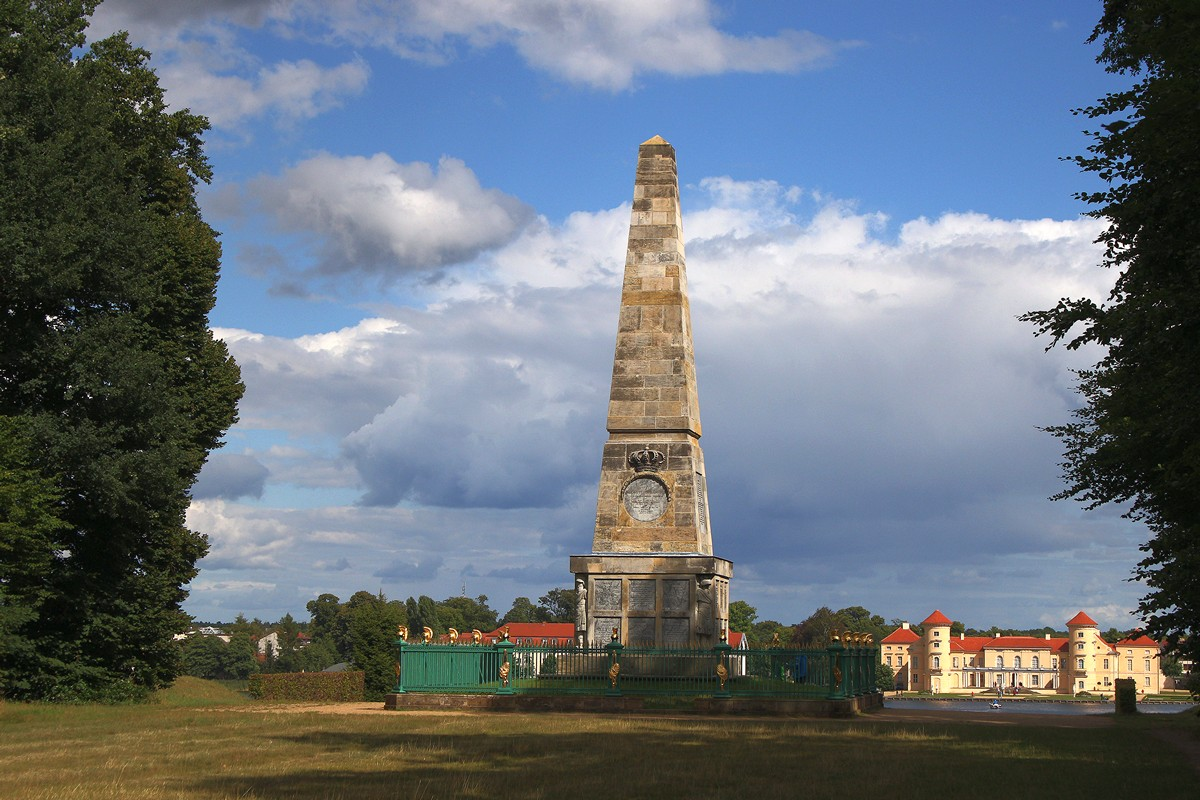
Rheinsberger Obelisk

Auch im Bayerischen Erbfolgekrieg kommandierte Prinz Heinrich 1778 eine Armee, blieb aber weitestgehend untätig, was zu einem erneuten Bruch mit seinem Bruder Friedrich II. führte.
Als General der Infanterie war er stets umsichtiger und vorsichtiger als Friedrich II., dem er vorwarf, dass seine gesamte Kriegskunst daraus bestünde, Schlachten zu schlagen. Deshalb waren die Feldzüge des Prinzen eher von defensiver Natur, kosteten dabei aber weit weniger Menschenleben als die offensiven Unternehmungen seines Bruders. Sein Stab, aus dem unter anderem der Generalfeldmarschall Kalckreuth hervorging, und später sein Hof in Rheinsberg waren Sammelpunkte der Kritiker Friedrichs II. Den von Friedrich verkannten oder mit Ungnade behandelten Offizieren setzte er mit dem Rheinsberger Obelisken ein Denkmal. Für sich selbst ließ er in seinem Todesjahr 1802 im Park eine abgebrochene Pyramide als Grabmal errichten.

## Literatur

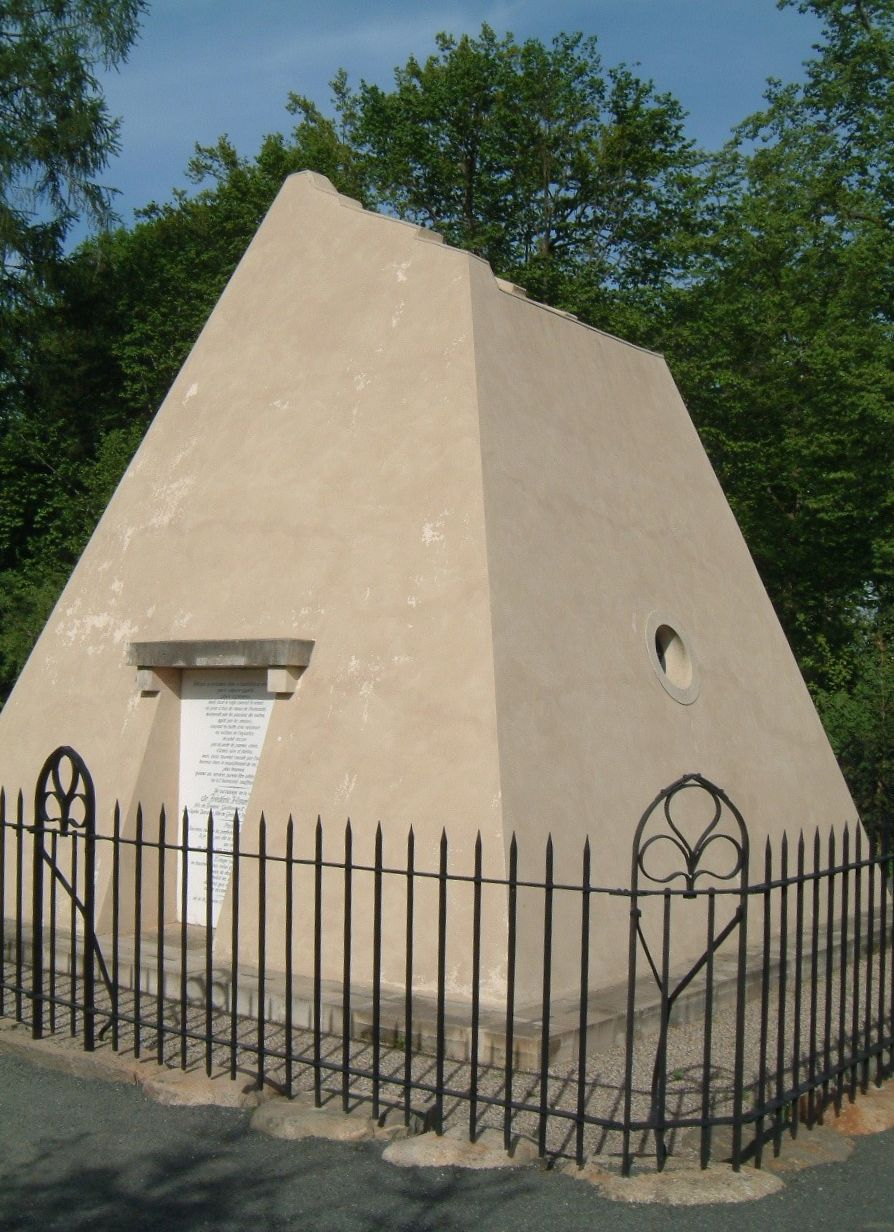
Grab Heinrichs im Schlosspark Rheinsberg

## Vorfahren
| Georg Wilhelm (Kurfürst von Brandenburg, Herzog in Preußen) ⚭ Elisabeth Charlotte | Georg Wilhelm (Kurfürst von Brandenburg, Herzog in Preußen) ⚭ Elisabeth Charlotte | Georg Wilhelm (Kurfürst von Brandenburg, Herzog in Preußen) ⚭ Elisabeth Charlotte | Georg Wilhelm (Kurfürst von Brandenburg, Herzog in Preußen) ⚭ Elisabeth Charlotte | Georg Wilhelm (Kurfürst von Brandenburg, Herzog in Preußen) ⚭ Elisabeth Charlotte | Georg Wilhelm (Kurfürst von Brandenburg, Herzog in Preußen) ⚭ Elisabeth Charlotte |                                    |                                    | Friedrich Heinrich (Statthalter der Vereinigten Niederlande) ⚭ Amalie | Friedrich Heinrich (Statthalter der Vereinigten Niederlande) ⚭ Amalie | Friedrich Heinrich (Statthalter der Vereinigten Niederlande) ⚭ Amalie | Friedrich Heinrich (Statthalter der Vereinigten Niederlande) ⚭ Amalie | Friedrich Heinrich (Statthalter der Vereinigten Niederlande) ⚭ Amalie | Friedrich Heinrich (Statthalter der Vereinigten Niederlande) ⚭ Amalie |                                   |                                   | Georg (Fürst von Calenberg) ⚭ Anna Eleonore           | Georg (Fürst von Calenberg) ⚭ Anna Eleonore           | Georg (Fürst von Calenberg) ⚭ Anna Eleonore           | Georg (Fürst von Calenberg) ⚭ Anna Eleonore           | Georg (Fürst von Calenberg) ⚭ Anna Eleonore           | Georg (Fürst von Calenberg) ⚭ Anna Eleonore           |                                |                                | Friedrich V. (Kurfürst von der Pfalz, König von Böhmen) ⚭ Elisabeth Stuart | Friedrich V. (Kurfürst von der Pfalz, König von Böhmen) ⚭ Elisabeth Stuart | Friedrich V. (Kurfürst von der Pfalz, König von Böhmen) ⚭ Elisabeth Stuart | Friedrich V. (Kurfürst von der Pfalz, König von Böhmen) ⚭ Elisabeth Stuart | Friedrich V. (Kurfürst von der Pfalz, König von Böhmen) ⚭ Elisabeth Stuart | Friedrich V. (Kurfürst von der Pfalz, König von Böhmen) ⚭ Elisabeth Stuart |                                        |                                        | Georg (Fürst von Calenberg) ⚭ Anna Eleonore                | Georg (Fürst von Calenberg) ⚭ Anna Eleonore                | Georg (Fürst von Calenberg) ⚭ Anna Eleonore                | Georg (Fürst von Calenberg) ⚭ Anna Eleonore                | Georg (Fürst von Calenberg) ⚭ Anna Eleonore                | Georg (Fürst von Calenberg) ⚭ Anna Eleonore                |  |  | Alexandre Desmier ⚭ Jacquette Poussard | Alexandre Desmier ⚭ Jacquette Poussard | Alexandre Desmier ⚭ Jacquette Poussard | Alexandre Desmier ⚭ Jacquette Poussard | Alexandre Desmier ⚭ Jacquette Poussard | Alexandre Desmier ⚭ Jacquette Poussard |  |  |  |  |  |  |  |  |  |  |  |  |  |  |  |  |  |  |  |  |  |  |  |  |  |  |  |  |  |  |  |  |  |  |  |  |
| Georg Wilhelm (Kurfürst von Brandenburg, Herzog in Preußen) ⚭ Elisabeth Charlotte | Georg Wilhelm (Kurfürst von Brandenburg, Herzog in Preußen) ⚭ Elisabeth Charlotte | Georg Wilhelm (Kurfürst von Brandenburg, Herzog in Preußen) ⚭ Elisabeth Charlotte | Georg Wilhelm (Kurfürst von Brandenburg, Herzog in Preußen) ⚭ Elisabeth Charlotte | Georg Wilhelm (Kurfürst von Brandenburg, Herzog in Preußen) ⚭ Elisabeth Charlotte | Georg Wilhelm (Kurfürst von Brandenburg, Herzog in Preußen) ⚭ Elisabeth Charlotte |                                    |                                    | Friedrich Heinrich (Statthalter der Vereinigten Niederlande) ⚭ Amalie | Friedrich Heinrich (Statthalter der Vereinigten Niederlande) ⚭ Amalie | Friedrich Heinrich (Statthalter der Vereinigten Niederlande) ⚭ Amalie | Friedrich Heinrich (Statthalter der Vereinigten Niederlande) ⚭ Amalie | Friedrich Heinrich (Statthalter der Vereinigten Niederlande) ⚭ Amalie | Friedrich Heinrich (Statthalter der Vereinigten Niederlande) ⚭ Amalie |                                   |                                   | Georg (Fürst von Calenberg) ⚭ Anna Eleonore           | Georg (Fürst von Calenberg) ⚭ Anna Eleonore           | Georg (Fürst von Calenberg) ⚭ Anna Eleonore           | Georg (Fürst von Calenberg) ⚭ Anna Eleonore           | Georg (Fürst von Calenberg) ⚭ Anna Eleonore           | Georg (Fürst von Calenberg) ⚭ Anna Eleonore           |                                |                                | Friedrich V. (Kurfürst von der Pfalz, König von Böhmen) ⚭ Elisabeth Stuart | Friedrich V. (Kurfürst von der Pfalz, König von Böhmen) ⚭ Elisabeth Stuart | Friedrich V. (Kurfürst von der Pfalz, König von Böhmen) ⚭ Elisabeth Stuart | Friedrich V. (Kurfürst von der Pfalz, König von Böhmen) ⚭ Elisabeth Stuart | Friedrich V. (Kurfürst von der Pfalz, König von Böhmen) ⚭ Elisabeth Stuart | Friedrich V. (Kurfürst von der Pfalz, König von Böhmen) ⚭ Elisabeth Stuart |                                        |                                        | Georg (Fürst von Calenberg) ⚭ Anna Eleonore                | Georg (Fürst von Calenberg) ⚭ Anna Eleonore                | Georg (Fürst von Calenberg) ⚭ Anna Eleonore                | Georg (Fürst von Calenberg) ⚭ Anna Eleonore                | Georg (Fürst von Calenberg) ⚭ Anna Eleonore                | Georg (Fürst von Calenberg) ⚭ Anna Eleonore                |  |  | Alexandre Desmier ⚭ Jacquette Poussard | Alexandre Desmier ⚭ Jacquette Poussard | Alexandre Desmier ⚭ Jacquette Poussard | Alexandre Desmier ⚭ Jacquette Poussard | Alexandre Desmier ⚭ Jacquette Poussard | Alexandre Desmier ⚭ Jacquette Poussard |  |  |  |  |  |  |  |  |  |  |  |  |  |  |  |  |  |  |  |  |  |  |  |  |  |  |  |  |  |  |  |  |  |  |  |  |
| Friedrich Wilhelm (Kurfürst von Brandenburg und Herzog in Preußen)                | Friedrich Wilhelm (Kurfürst von Brandenburg und Herzog in Preußen)                | Friedrich Wilhelm (Kurfürst von Brandenburg und Herzog in Preußen)                | Friedrich Wilhelm (Kurfürst von Brandenburg und Herzog in Preußen)                | Friedrich Wilhelm (Kurfürst von Brandenburg und Herzog in Preußen)                | Friedrich Wilhelm (Kurfürst von Brandenburg und Herzog in Preußen)                |                                    |                                    | Luise                                                                 | Luise                                                                 | Luise                                                                 | Luise                                                                 | Luise                                                                 | Luise                                                                 |                                   |                                   | Ernst August (Kurfürst von Hannover)                  | Ernst August (Kurfürst von Hannover)                  | Ernst August (Kurfürst von Hannover)                  | Ernst August (Kurfürst von Hannover)                  | Ernst August (Kurfürst von Hannover)                  | Ernst August (Kurfürst von Hannover)                  |                                |                                | Sophie (Kurfürstin von Hannover)                                           | Sophie (Kurfürstin von Hannover)                                           | Sophie (Kurfürstin von Hannover)                                           | Sophie (Kurfürstin von Hannover)                                           | Sophie (Kurfürstin von Hannover)                                           | Sophie (Kurfürstin von Hannover)                                           |                                        |                                        | Georg Wilhelm (Fürst von Lüneburg)                         | Georg Wilhelm (Fürst von Lüneburg)                         | Georg Wilhelm (Fürst von Lüneburg)                         | Georg Wilhelm (Fürst von Lüneburg)                         | Georg Wilhelm (Fürst von Lüneburg)                         | Georg Wilhelm (Fürst von Lüneburg)                         |  |  | Eleonore d’Olbreuse                    | Eleonore d’Olbreuse                    | Eleonore d’Olbreuse                    | Eleonore d’Olbreuse                    | Eleonore d’Olbreuse                    | Eleonore d’Olbreuse                    |  |  |  |  |  |  |  |  |  |  |  |  |  |  |  |  |  |  |  |  |  |  |  |  |  |  |  |  |  |  |  |  |  |  |  |  |
| Friedrich Wilhelm (Kurfürst von Brandenburg und Herzog in Preußen)                | Friedrich Wilhelm (Kurfürst von Brandenburg und Herzog in Preußen)                | Friedrich Wilhelm (Kurfürst von Brandenburg und Herzog in Preußen)                | Friedrich Wilhelm (Kurfürst von Brandenburg und Herzog in Preußen)                | Friedrich Wilhelm (Kurfürst von Brandenburg und Herzog in Preußen)                | Friedrich Wilhelm (Kurfürst von Brandenburg und Herzog in Preußen)                |                                    |                                    | Luise                                                                 | Luise                                                                 | Luise                                                                 | Luise                                                                 | Luise                                                                 | Luise                                                                 |                                   |                                   | Ernst August (Kurfürst von Hannover)                  | Ernst August (Kurfürst von Hannover)                  | Ernst August (Kurfürst von Hannover)                  | Ernst August (Kurfürst von Hannover)                  | Ernst August (Kurfürst von Hannover)                  | Ernst August (Kurfürst von Hannover)                  |                                |                                | Sophie (Kurfürstin von Hannover)                                           | Sophie (Kurfürstin von Hannover)                                           | Sophie (Kurfürstin von Hannover)                                           | Sophie (Kurfürstin von Hannover)                                           | Sophie (Kurfürstin von Hannover)                                           | Sophie (Kurfürstin von Hannover)                                           |                                        |                                        | Georg Wilhelm (Fürst von Lüneburg)                         | Georg Wilhelm (Fürst von Lüneburg)                         | Georg Wilhelm (Fürst von Lüneburg)                         | Georg Wilhelm (Fürst von Lüneburg)                         | Georg Wilhelm (Fürst von Lüneburg)                         | Georg Wilhelm (Fürst von Lüneburg)                         |  |  | Eleonore d’Olbreuse                    | Eleonore d’Olbreuse                    | Eleonore d’Olbreuse                    | Eleonore d’Olbreuse                    | Eleonore d’Olbreuse                    | Eleonore d’Olbreuse                    |  |  |  |  |  |  |  |  |  |  |  |  |  |  |  |  |  |  |  |  |  |  |  |  |  |  |  |  |  |  |  |  |  |  |  |  |
|                                                                                   |                                                                                   |                                                                                   |                                                                                   |                                                                                   |                                                                                   |                                    |                                    |                                                                       |                                                                       |                                                                       |                                                                       |                                                                       |                                                                       |                                   |                                   |                                                       |                                                       |                                                       |                                                       |                                                       |                                                       |                                |                                |                                                                            |                                                                            |                                                                            |                                                                            |                                                                            |                                                                            |                                        |                                        |                                                            |                                                            |                                                            |                                                            |                                                            |                                                            |  |  |                                        |                                        |                                        |                                        |                                        |                                        |  |  |  |  |  |  |  |  |  |  |  |  |  |  |  |  |  |  |  |  |  |  |  |  |  |  |  |  |  |  |  |  |  |  |  |  |
|                                                                                   |                                                                                   |                                                                                   |                                                                                   |                                                                                   |                                                                                   |                                    |                                    |                                                                       |                                                                       |                                                                       |                                                                       |                                                                       |                                                                       |                                   |                                   |                                                       |                                                       |                                                       |                                                       |                                                       |                                                       |                                |                                |                                                                            |                                                                            |                                                                            |                                                                            |                                                                            |                                                                            |                                        |                                        |                                                            |                                                            |                                                            |                                                            |                                                            |                                                            |  |  |                                        |                                        |                                        |                                        |                                        |                                        |  |  |  |  |  |  |  |  |  |  |  |  |  |  |  |  |  |  |  |  |  |  |  |  |  |  |  |  |  |  |  |  |  |  |  |  |
|                                                                                   |                                                                                   |                                                                                   |                                                                                   |                                                                                   |                                                                                   |                                    |                                    | Friedrich I. (König in Preußen)                                       | Friedrich I. (König in Preußen)                                       | Friedrich I. (König in Preußen)                                       | Friedrich I. (König in Preußen)                                       | Friedrich I. (König in Preußen)                                       | Friedrich I. (König in Preußen)                                       |                                   |                                   | Sophie Charlotte (Königin in Preußen)                 | Sophie Charlotte (Königin in Preußen)                 | Sophie Charlotte (Königin in Preußen)                 | Sophie Charlotte (Königin in Preußen)                 | Sophie Charlotte (Königin in Preußen)                 | Sophie Charlotte (Königin in Preußen)                 |                                |                                | Georg I. (König von Großbritannien)                                        | Georg I. (König von Großbritannien)                                        | Georg I. (König von Großbritannien)                                        | Georg I. (König von Großbritannien)                                        | Georg I. (König von Großbritannien)                                        | Georg I. (König von Großbritannien)                                        |                                        |                                        | Sophie Dorothea                                            | Sophie Dorothea                                            | Sophie Dorothea                                            | Sophie Dorothea                                            | Sophie Dorothea                                            | Sophie Dorothea                                            |  |  |                                        |                                        |                                        |                                        |                                        |                                        |  |  |  |  |  |  |  |  |  |  |  |  |  |  |  |  |  |  |  |  |  |  |  |  |  |  |  |  |  |  |  |  |  |  |  |  |
|                                                                                   |                                                                                   |                                                                                   |                                                                                   |                                                                                   |                                                                                   |                                    |                                    | Friedrich I. (König in Preußen)                                       | Friedrich I. (König in Preußen)                                       | Friedrich I. (König in Preußen)                                       | Friedrich I. (König in Preußen)                                       | Friedrich I. (König in Preußen)                                       | Friedrich I. (König in Preußen)                                       |                                   |                                   | Sophie Charlotte (Königin in Preußen)                 | Sophie Charlotte (Königin in Preußen)                 | Sophie Charlotte (Königin in Preußen)                 | Sophie Charlotte (Königin in Preußen)                 | Sophie Charlotte (Königin in Preußen)                 | Sophie Charlotte (Königin in Preußen)                 |                                |                                | Georg I. (König von Großbritannien)                                        | Georg I. (König von Großbritannien)                                        | Georg I. (König von Großbritannien)                                        | Georg I. (König von Großbritannien)                                        | Georg I. (König von Großbritannien)                                        | Georg I. (König von Großbritannien)                                        |                                        |                                        | Sophie Dorothea                                            | Sophie Dorothea                                            | Sophie Dorothea                                            | Sophie Dorothea                                            | Sophie Dorothea                                            | Sophie Dorothea                                            |  |  |                                        |                                        |                                        |                                        |                                        |                                        |  |  |  |  |  |  |  |  |  |  |  |  |  |  |  |  |  |  |  |  |  |  |  |  |  |  |  |  |  |  |  |  |  |  |  |  |
|                                                                                   |                                                                                   |                                                                                   |                                                                                   |                                                                                   |                                                                                   |                                    |                                    |                                                                       |                                                                       |                                                                       |                                                                       |                                                                       |                                                                       |                                   |                                   |                                                       |                                                       |                                                       |                                                       |                                                       |                                                       |                                |                                |                                                                            |                                                                            |                                                                            |                                                                            |                                                                            |                                                                            |                                        |                                        |                                                            |                                                            |                                                            |                                                            |                                                            |                                                            |  |  |                                        |                                        |                                        |                                        |                                        |                                        |  |  |  |  |  |  |  |  |  |  |  |  |  |  |  |  |  |  |  |  |  |  |  |  |  |  |  |  |  |  |  |  |  |  |  |  |
|                                                                                   |                                                                                   |                                                                                   |                                                                                   |                                                                                   |                                                                                   |                                    |                                    |                                                                       |                                                                       |                                                                       |                                                                       |                                                                       |                                                                       |                                   |                                   |                                                       |                                                       |                                                       |                                                       |                                                       |                                                       |                                |                                |                                                                            |                                                                            |                                                                            |                                                                            |                                                                            |                                                                            |                                        |                                        |                                                            |                                                            |                                                            |                                                            |                                                            |                                                            |  |  |                                        |                                        |                                        |                                        |                                        |                                        |  |  |  |  |  |  |  |  |  |  |  |  |  |  |  |  |  |  |  |  |  |  |  |  |  |  |  |  |  |  |  |  |  |  |  |  |
|                                                                                   |                                                                                   |                                                                                   |                                                                                   |                                                                                   |                                                                                   |                                    |                                    |                                                                       |                                                                       |                                                                       |                                                                       |                                                                       |                                                                       |                                   |                                   | Friedrich Wilhelm I. (König in Preußen)               | Friedrich Wilhelm I. (König in Preußen)               | Friedrich Wilhelm I. (König in Preußen)               | Friedrich Wilhelm I. (König in Preußen)               | Friedrich Wilhelm I. (König in Preußen)               | Friedrich Wilhelm I. (König in Preußen)               |                                |                                | Sophie Dorothea (Königin in Preußen)                                       | Sophie Dorothea (Königin in Preußen)                                       | Sophie Dorothea (Königin in Preußen)                                       | Sophie Dorothea (Königin in Preußen)                                       | Sophie Dorothea (Königin in Preußen)                                       | Sophie Dorothea (Königin in Preußen)                                       |                                        |                                        |                                                            |                                                            |                                                            |                                                            |                                                            |                                                            |  |  |                                        |                                        |                                        |                                        |                                        |                                        |  |  |  |  |  |  |  |  |  |  |  |  |  |  |  |  |  |  |  |  |  |  |  |  |  |  |  |  |  |  |  |  |  |  |  |  |
|                                                                                   |                                                                                   |                                                                                   |                                                                                   |                                                                                   |                                                                                   |                                    |                                    |                                                                       |                                                                       |                                                                       |                                                                       |                                                                       |                                                                       |                                   |                                   | Friedrich Wilhelm I. (König in Preußen)               | Friedrich Wilhelm I. (König in Preußen)               | Friedrich Wilhelm I. (König in Preußen)               | Friedrich Wilhelm I. (König in Preußen)               | Friedrich Wilhelm I. (König in Preußen)               | Friedrich Wilhelm I. (König in Preußen)               |                                |                                | Sophie Dorothea (Königin in Preußen)                                       | Sophie Dorothea (Königin in Preußen)                                       | Sophie Dorothea (Königin in Preußen)                                       | Sophie Dorothea (Königin in Preußen)                                       | Sophie Dorothea (Königin in Preußen)                                       | Sophie Dorothea (Königin in Preußen)                                       |                                        |                                        |                                                            |                                                            |                                                            |                                                            |                                                            |                                                            |  |  |                                        |                                        |                                        |                                        |                                        |                                        |  |  |  |  |  |  |  |  |  |  |  |  |  |  |  |  |  |  |  |  |  |  |  |  |  |  |  |  |  |  |  |  |  |  |  |  |
|                                                                                   |                                                                                   |                                                                                   |                                                                                   |                                                                                   |                                                                                   |                                    |                                    |                                                                       |                                                                       |                                                                       |                                                                       |                                                                       |                                                                       |                                   |                                   |                                                       |                                                       |                                                       |                                                       |                                                       |                                                       |                                |                                |                                                                            |                                                                            |                                                                            |                                                                            |                                                                            |                                                                            |                                        |                                        |                                                            |                                                            |                                                            |                                                            |                                                            |                                                            |  |  |                                        |                                        |                                        |                                        |                                        |                                        |  |  |  |  |  |  |  |  |  |  |  |  |  |  |  |  |  |  |  |  |  |  |  |  |  |  |  |  |  |  |  |  |  |  |  |  |
|                                                                                   |                                                                                   |                                                                                   |                                                                                   |                                                                                   |                                                                                   |                                    |                                    |                                                                       |                                                                       |                                                                       |                                                                       |                                                                       |                                                                       |                                   |                                   |                                                       |                                                       |                                                       |                                                       |                                                       |                                                       |                                |                                |                                                                            |                                                                            |                                                                            |                                                                            |                                                                            |                                                                            |                                        |                                        |                                                            |                                                            |                                                            |                                                            |                                                            |                                                            |  |  |                                        |                                        |                                        |                                        |                                        |                                        |  |  |  |  |  |  |  |  |  |  |  |  |  |  |  |  |  |  |  |  |  |  |  |  |  |  |  |  |  |  |  |  |  |  |  |  |
| Wilhelmine (Markgräfin von Brandenburg-Bayreuth)                                  | Wilhelmine (Markgräfin von Brandenburg-Bayreuth)                                  | Wilhelmine (Markgräfin von Brandenburg-Bayreuth)                                  | Wilhelmine (Markgräfin von Brandenburg-Bayreuth)                                  | Wilhelmine (Markgräfin von Brandenburg-Bayreuth)                                  | Wilhelmine (Markgräfin von Brandenburg-Bayreuth)                                  |                                    |                                    | Friedrich II. (König von Preußen)                                     | Friedrich II. (König von Preußen)                                     | Friedrich II. (König von Preußen)                                     | Friedrich II. (König von Preußen)                                     | Friedrich II. (König von Preußen)                                     | Friedrich II. (König von Preußen)                                     |                                   |                                   | Friederike Luise (Markgräfin von Brandenburg-Ansbach) | Friederike Luise (Markgräfin von Brandenburg-Ansbach) | Friederike Luise (Markgräfin von Brandenburg-Ansbach) | Friederike Luise (Markgräfin von Brandenburg-Ansbach) | Friederike Luise (Markgräfin von Brandenburg-Ansbach) | Friederike Luise (Markgräfin von Brandenburg-Ansbach) |                                |                                | Philippine Charlotte (Fürstin von Braunschweig-Wolfenbüttel)               | Philippine Charlotte (Fürstin von Braunschweig-Wolfenbüttel)               | Philippine Charlotte (Fürstin von Braunschweig-Wolfenbüttel)               | Philippine Charlotte (Fürstin von Braunschweig-Wolfenbüttel)               | Philippine Charlotte (Fürstin von Braunschweig-Wolfenbüttel)               | Philippine Charlotte (Fürstin von Braunschweig-Wolfenbüttel)               |                                        |                                        | Sophie Dorothea Marie (Markgräfin von Brandenburg-Schwedt) | Sophie Dorothea Marie (Markgräfin von Brandenburg-Schwedt) | Sophie Dorothea Marie (Markgräfin von Brandenburg-Schwedt) | Sophie Dorothea Marie (Markgräfin von Brandenburg-Schwedt) | Sophie Dorothea Marie (Markgräfin von Brandenburg-Schwedt) | Sophie Dorothea Marie (Markgräfin von Brandenburg-Schwedt) |  |  | Luise Ulrike (Königin von Schweden)    | Luise Ulrike (Königin von Schweden)    | Luise Ulrike (Königin von Schweden)    | Luise Ulrike (Königin von Schweden)    | Luise Ulrike (Königin von Schweden)    | Luise Ulrike (Königin von Schweden)    |  |  |  |  |  |  |  |  |  |  |  |  |  |  |  |  |  |  |  |  |  |  |  |  |  |  |  |  |  |  |  |  |  |  |  |  |
| Wilhelmine (Markgräfin von Brandenburg-Bayreuth)                                  | Wilhelmine (Markgräfin von Brandenburg-Bayreuth)                                  | Wilhelmine (Markgräfin von Brandenburg-Bayreuth)                                  | Wilhelmine (Markgräfin von Brandenburg-Bayreuth)                                  | Wilhelmine (Markgräfin von Brandenburg-Bayreuth)                                  | Wilhelmine (Markgräfin von Brandenburg-Bayreuth)                                  |                                    |                                    | Friedrich II. (König von Preußen)                                     | Friedrich II. (König von Preußen)                                     | Friedrich II. (König von Preußen)                                     | Friedrich II. (König von Preußen)                                     | Friedrich II. (König von Preußen)                                     | Friedrich II. (König von Preußen)                                     |                                   |                                   | Friederike Luise (Markgräfin von Brandenburg-Ansbach) | Friederike Luise (Markgräfin von Brandenburg-Ansbach) | Friederike Luise (Markgräfin von Brandenburg-Ansbach) | Friederike Luise (Markgräfin von Brandenburg-Ansbach) | Friederike Luise (Markgräfin von Brandenburg-Ansbach) | Friederike Luise (Markgräfin von Brandenburg-Ansbach) |                                |                                | Philippine Charlotte (Fürstin von Braunschweig-Wolfenbüttel)               | Philippine Charlotte (Fürstin von Braunschweig-Wolfenbüttel)               | Philippine Charlotte (Fürstin von Braunschweig-Wolfenbüttel)               | Philippine Charlotte (Fürstin von Braunschweig-Wolfenbüttel)               | Philippine Charlotte (Fürstin von Braunschweig-Wolfenbüttel)               | Philippine Charlotte (Fürstin von Braunschweig-Wolfenbüttel)               |                                        |                                        | Sophie Dorothea Marie (Markgräfin von Brandenburg-Schwedt) | Sophie Dorothea Marie (Markgräfin von Brandenburg-Schwedt) | Sophie Dorothea Marie (Markgräfin von Brandenburg-Schwedt) | Sophie Dorothea Marie (Markgräfin von Brandenburg-Schwedt) | Sophie Dorothea Marie (Markgräfin von Brandenburg-Schwedt) | Sophie Dorothea Marie (Markgräfin von Brandenburg-Schwedt) |  |  | Luise Ulrike (Königin von Schweden)    | Luise Ulrike (Königin von Schweden)    | Luise Ulrike (Königin von Schweden)    | Luise Ulrike (Königin von Schweden)    | Luise Ulrike (Königin von Schweden)    | Luise Ulrike (Königin von Schweden)    |  |  |  |  |  |  |  |  |  |  |  |  |  |  |  |  |  |  |  |  |  |  |  |  |  |  |  |  |  |  |  |  |  |  |  |  |
|                                                                                   |                                                                                   |                                                                                   |                                                                                   | August Wilhelm (Prinz von Preußen)                                                | August Wilhelm (Prinz von Preußen)                                                | August Wilhelm (Prinz von Preußen) | August Wilhelm (Prinz von Preußen) | August Wilhelm (Prinz von Preußen)                                    | August Wilhelm (Prinz von Preußen)                                    |                                                                       |                                                                       | Amalie (Äbtissin von Quedlinburg)                                     | Amalie (Äbtissin von Quedlinburg)                                     | Amalie (Äbtissin von Quedlinburg) | Amalie (Äbtissin von Quedlinburg) | Amalie (Äbtissin von Quedlinburg)                     | Amalie (Äbtissin von Quedlinburg)                     |                                                       |                                                       | Heinrich (preußischer General)                        | Heinrich (preußischer General)                        | Heinrich (preußischer General) | Heinrich (preußischer General) | Heinrich (preußischer General)                                             | Heinrich (preußischer General)                                             |                                                                            |                                                                            | August Ferdinand (preußischer General)                                     | August Ferdinand (preußischer General)                                     | August Ferdinand (preußischer General) | August Ferdinand (preußischer General) | August Ferdinand (preußischer General)                     | August Ferdinand (preußischer General)                     |                                                            |                                                            |                                                            |                                                            |  |  |                                        |                                        |                                        |                                        |                                        |                                        |  |  |  |  |  |  |  |  |  |  |  |  |  |  |  |  |  |  |  |  |  |  |  |  |  |  |  |  |  |  |  |  |  |  |  |  |